# シーメンス
シーメンス（独: Siemens AG、発音: [ˈziːməns]ズィーメンス）は、ドイツのバイエルン州ミュンヘンにある電機メーカー。ジーメンスとも表記される。
もともと電信、電車、電子機器の製造会社から発展し、現在では情報通信、交通、防衛、生産設備、家電製品等の分野で製造、およびシステム・ソリューション事業を幅広く手がける会社である。フランクフルト証券取引所上場企業（FWB: SIE）。2006年の連結売上高は873億ユーロ、連結純利益は303億ユーロ。
1847年12月12日に、ヴェルナー・フォン・ジーメンスによってベルリンに創業された電信機製造会社、ジーメンス・ウント・ハルスケに端を発する。後にジーメンス・ハルスケ電車会社に発展し、世界で最初の電車を製造し、1881年に営業運転を開始した。20世紀初頭、ゼネラル・エレクトリックを相手にAEGの支配権を争う格好となり、AEGと関係を深めた。
かつてはリオ・ティントが代表的な株主であったが、現在はミューチュアル・ファンドのバンガード・グループ、マイケル・カレンが2001年に立ち上げたソブリン・ウエルス・ファンドのNew Zealand Superannuation Fundである。

## 製品

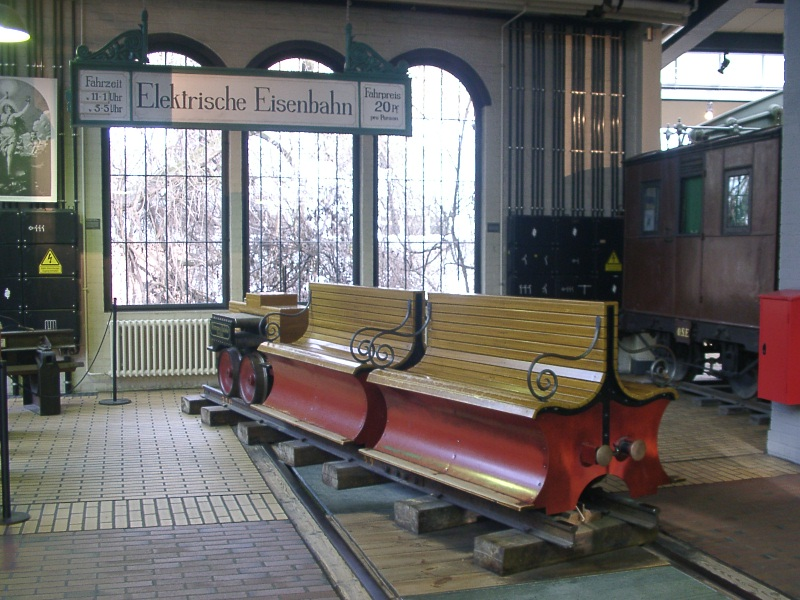
ベルリンのドイツ技術博物館内で保存されている、世界初の電気鉄道車両

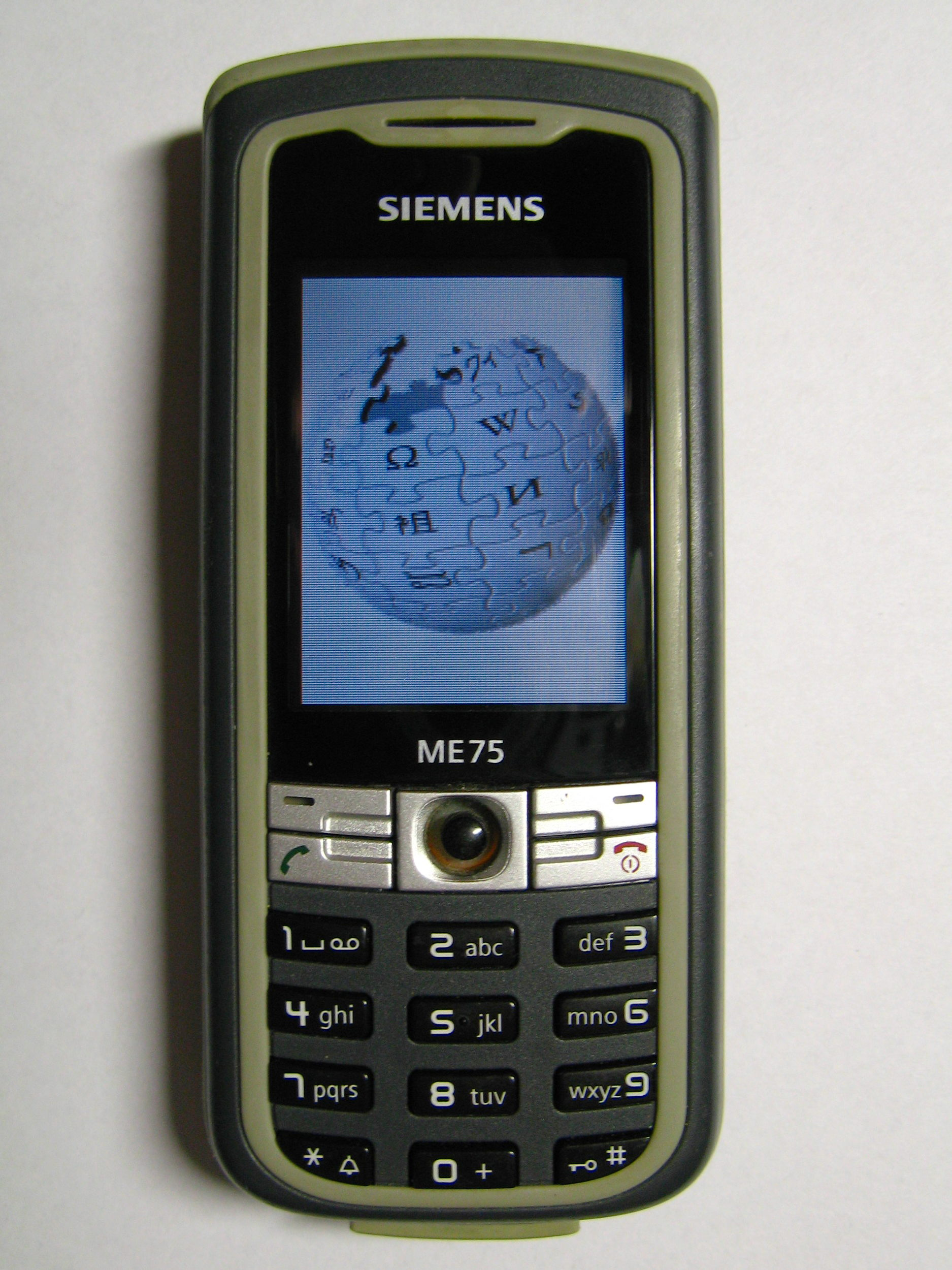
シーメンス・ME75携帯電話
（2005年10月発表）

現在では情報通信、電力関連、交通・運輸、医療、防衛、生産設備、家電製品等の分野での製造およびシステム・ソリューション事業などでその名が知られており、特に鉄道車両のVVVFインバーターやMRI装置、補聴器などで大きく市場を占有している。
総合鉄道関連メーカーとしては、アルストムのボンバルディア・トランスポーテーション買収完了後、シーメンスは中国中車、アルストムに次ぐ「ビッグスリー」の一つとなっており、世界の鉄道車両製造では約2割強のシェアを有する。
AEGとの合弁会社 Kraftwerk Union は西ドイツの原子炉、ほぼ全ての製造に関わった。原子炉事業は脱原発の流れを受け、2001年にフラマトムと統合してアレヴァとなった後、2011年4月に同事業からの撤退を発表した。
2005年、携帯電話端末事業を台湾の明基電通（BenQ）に売却しているが、現在は「BenQ Siemens」ブランドで商品を発売するなど提携関係を継続している。また、日本法人が手掛けた医療搬送機器事業は2006年（平成18年）7月神鋼電機に事業譲渡、神鋼電機が自社の病院搬送システム事業と統合、「S&Sエンジニアリング」を設立し事業継続している。
2007年、独コンチネンタルに自動車電子部品部門（シーメンスVDO）を売却した。
2008年（平成20年）、コンピュータ関連部門は事実上富士通に買収される（フジツー・シーメンス・コンピューターズ）。
2013年、ノキアとの合弁である通信設備事業のノキア・シーメンス・ネットワークスをノキアに売却した。
2014年、独ロバート・ボッシュとの合弁である家電事業「BSH」の株式をボッシュに売却した。
2016年時点でモノのインターネット（IoT）にも注力しており、ドイツの政策でもある「インダストリー4.0」にも参加している。IoT分野向けにシーメンスはデータ分析基盤「Sinalytics（シナリティクス）」、クラウド基盤「MindSphere（マインド・スフィア）」を開発したことにより、IoT分野における主導権獲得と自社規格の国際標準化を狙い、独SAPや米IBMなどの大手IT企業との提携を相次いで発表し、影響力を拡大させつつ、PLMソフト「Teamcenter（チームセンター）」や、CADソフト「NX（エヌエックス）」、同年に買収した電子系設計自動化ツールビッグスリーの一つである「メンター・グラフィックス」などの自社のもつソフトウェア製品との統合も進めている。
2017年12月に医療機器等のヘルスケア事業を、シーメンスヘルシニアーズ（株式上場は2018年3月、日本法人は引き続きシーメンスヘルスケアの名称を使用）として、2020年4月に発送電・石油ガス・風力等のエネルギー事業を、シーメンス・エナジーとして（株式上場は同年9月）、それぞれ分社した。

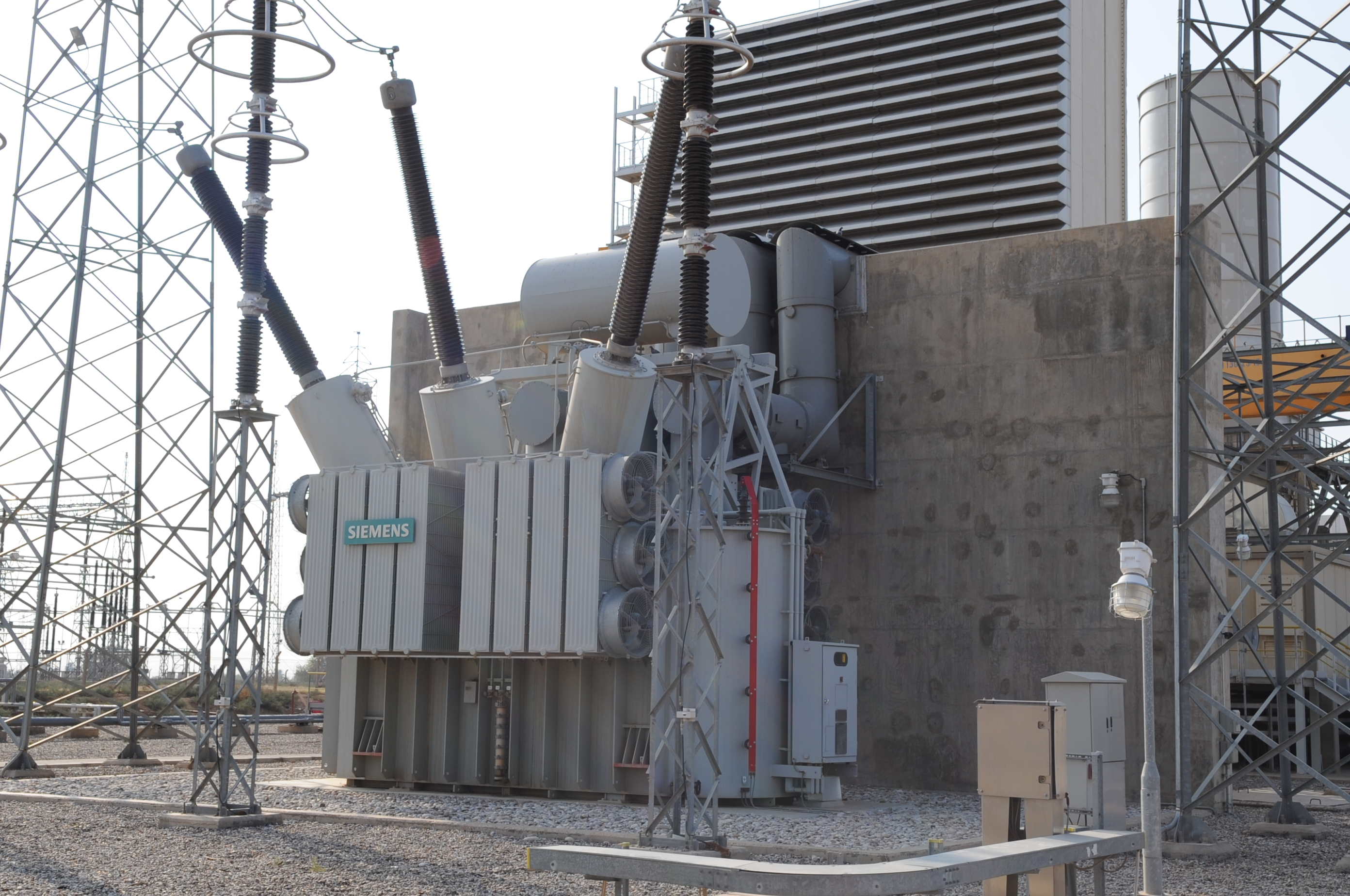
シーメンス製の高電圧変圧器
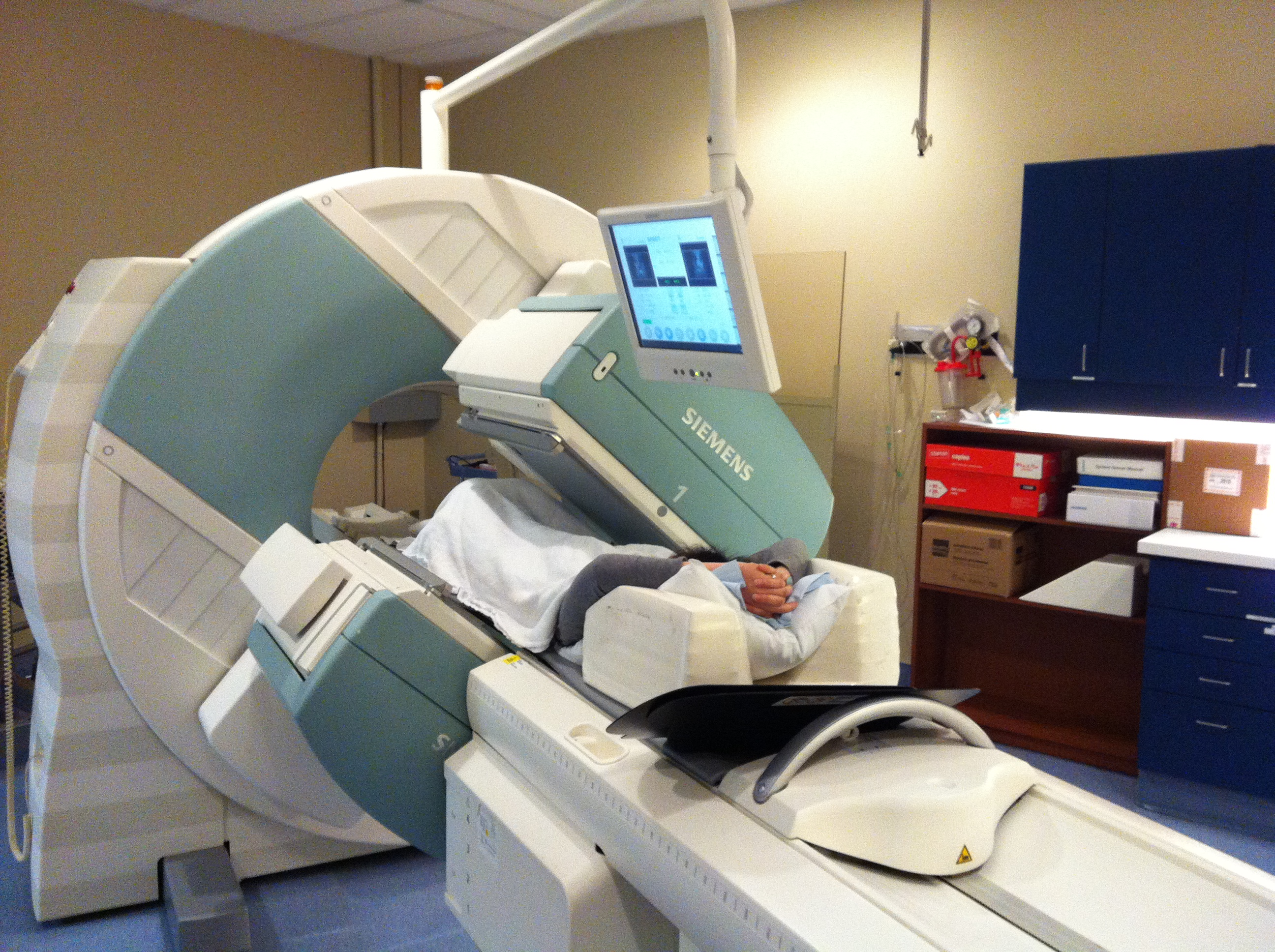
シーメンス製のSPECT/CTスキャナー
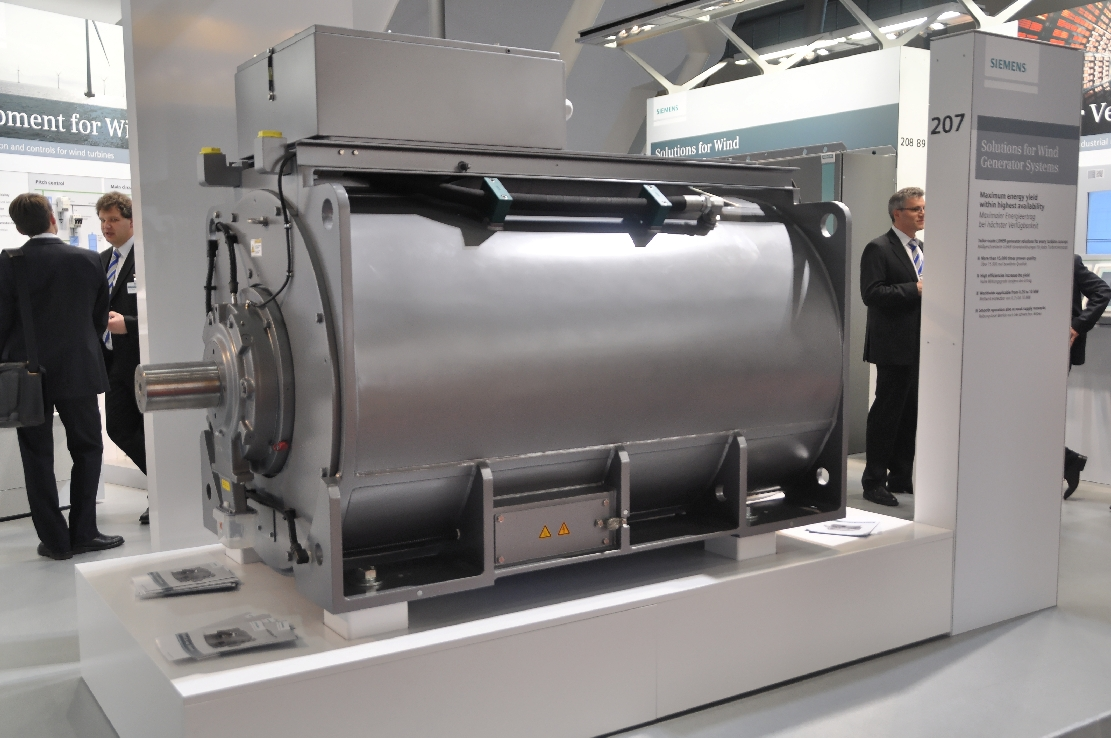
シーメンス製の風力発電機
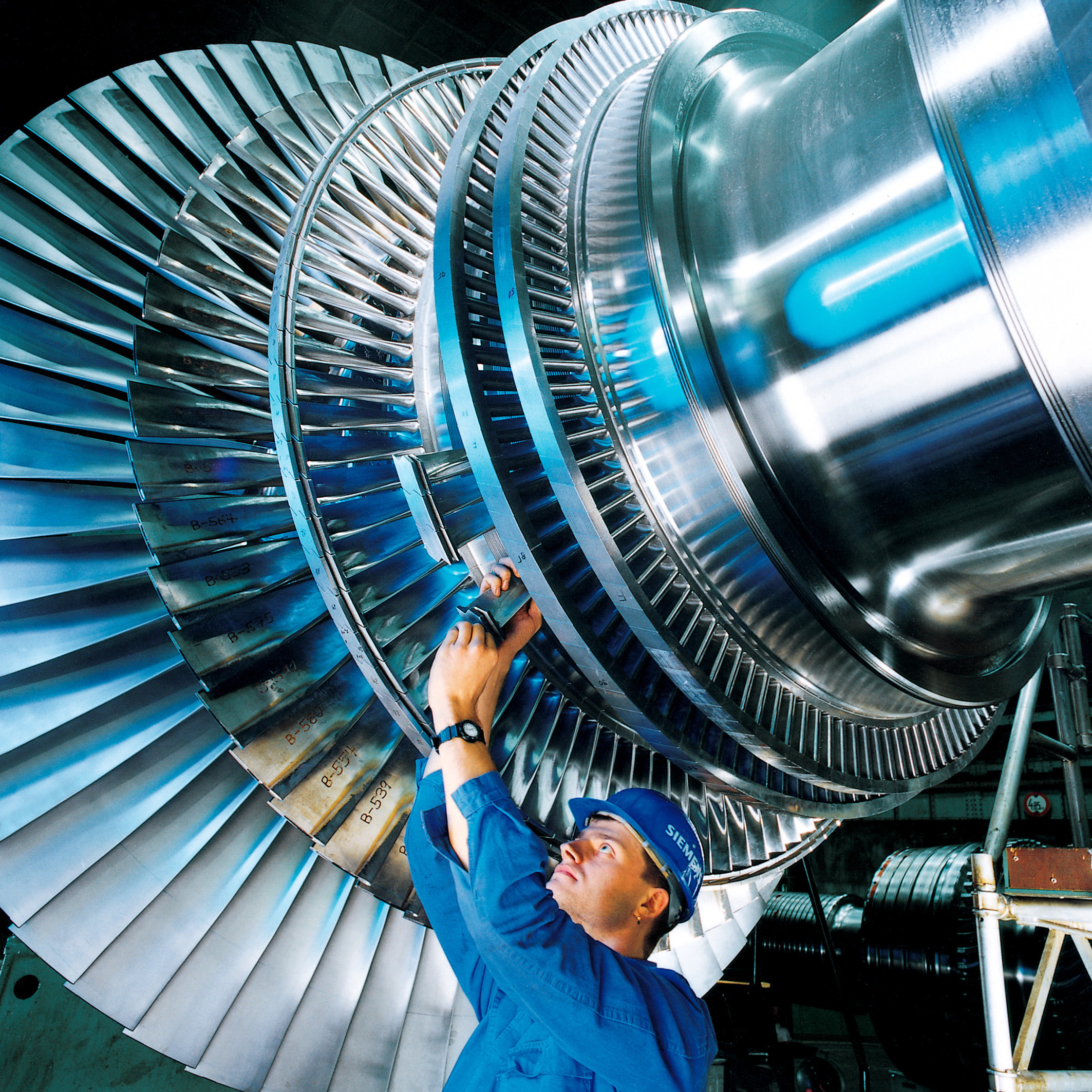
シーメンス製の蒸気タービン
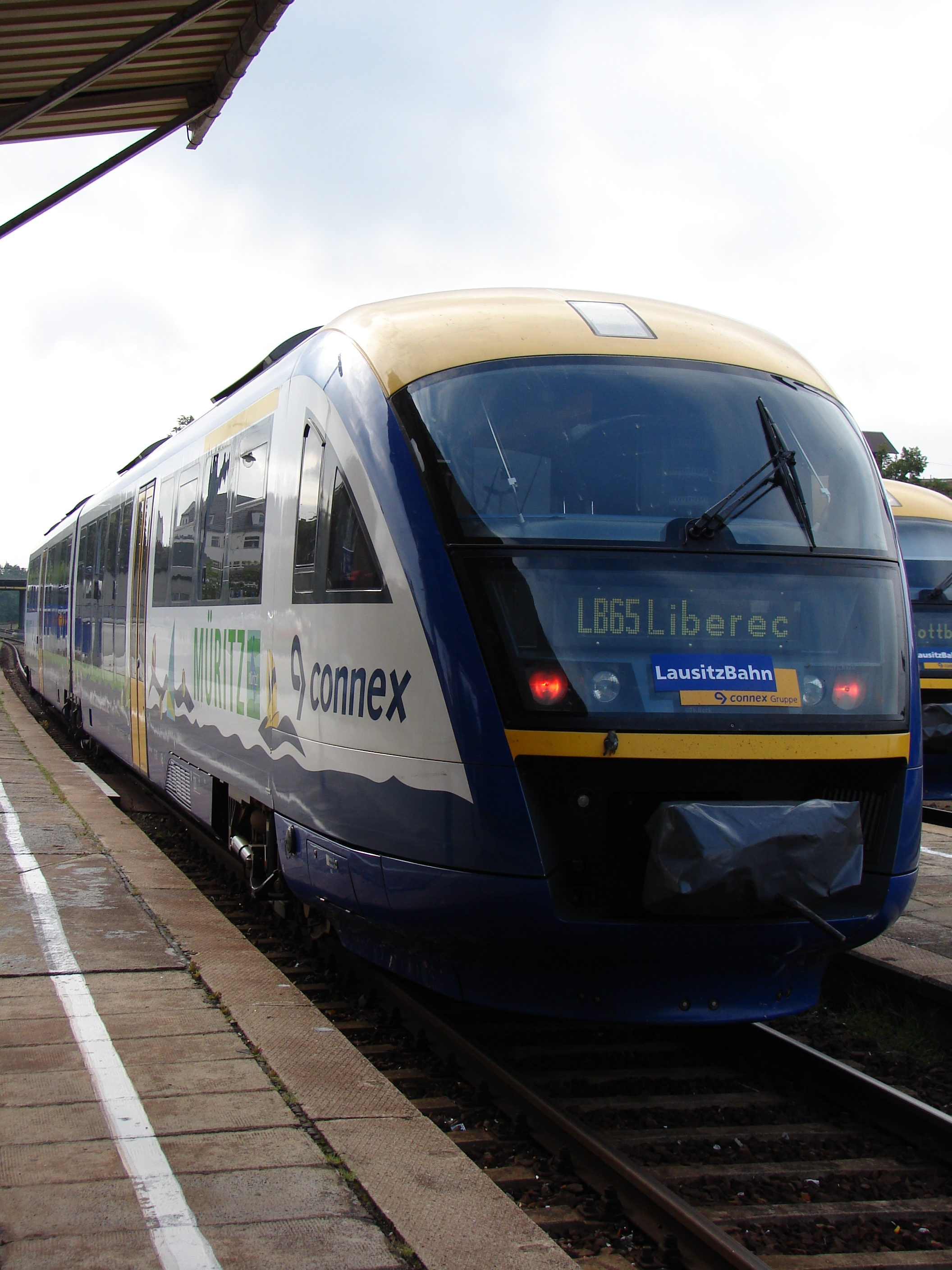
シーメンス製の気動車
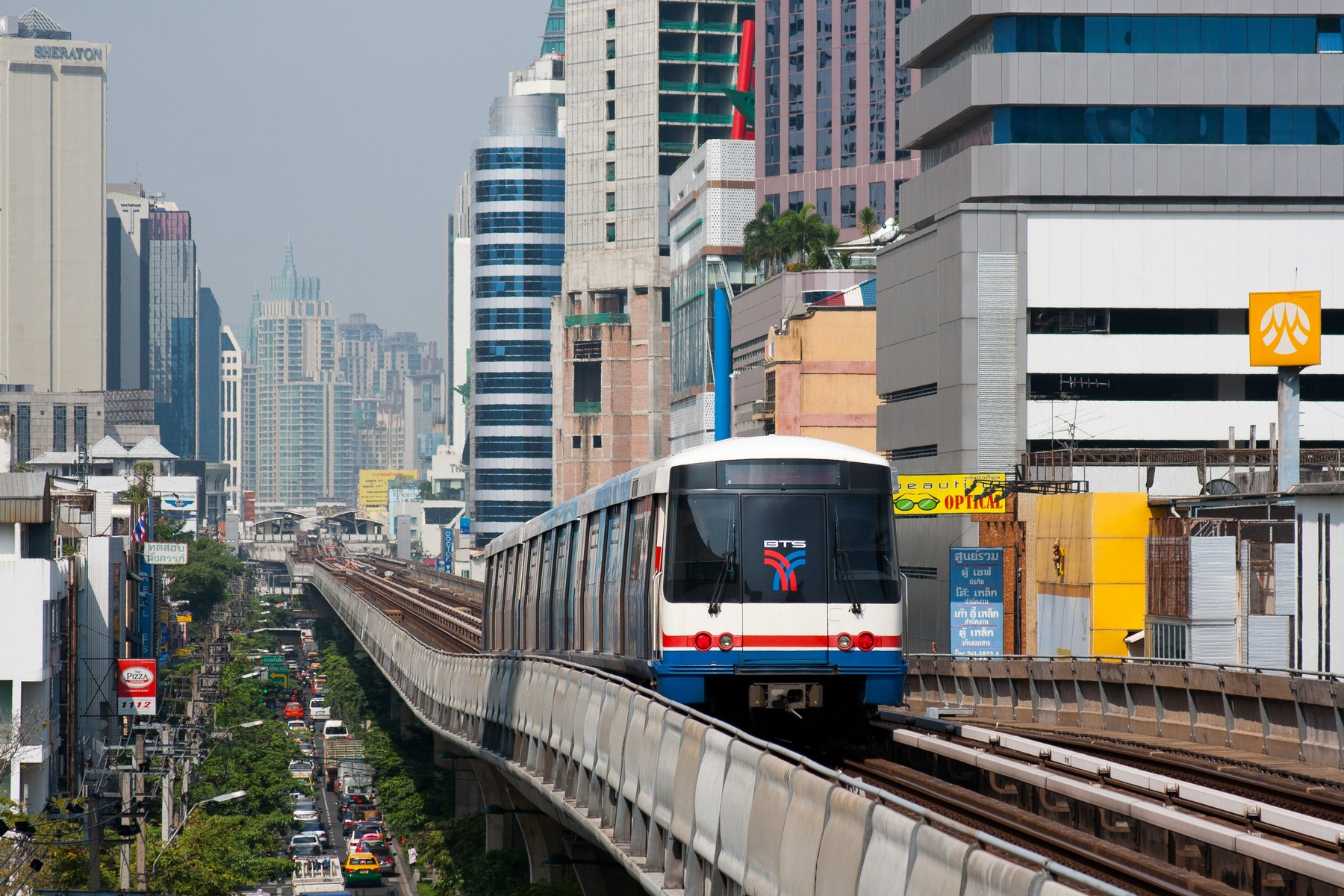
シーメンス製の電車 バンコク・スカイトレイン
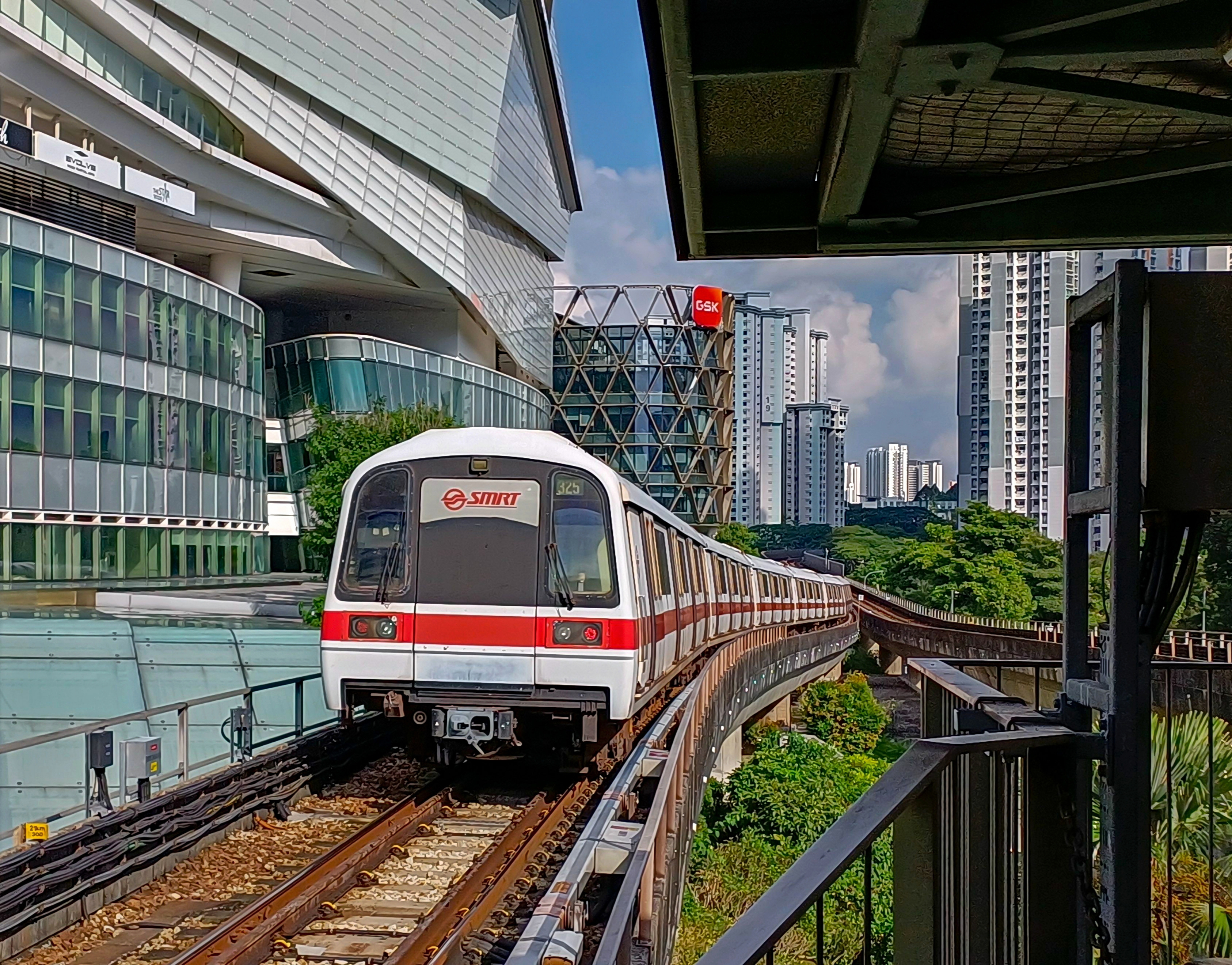
シーメンス C651 電車, シンガポール

## 国際展開
国際的展開は大部分がドイツ銀行を通して行われた。
シーメンスは設立翌年の1848年、ベルリン・フランクフルト間の電線を敷設し、1850年にはイギリスのロンドン、ロシアのペテルスブルクで事業を開始した。1861年に日本に進出したのち、1967年にはロンドン・カルカッタ間に遠距離通信網を敷設している。
1881年には、新発明であったダイナモを使用した水力発電所をロンドン郊外のゴーダルミングに建設。1885年には発電機の特許をアメリカのウェスティングハウス・エレクトリックに売却した。
1892年にはイギリス領オーストラリアのタスマニアに鉄道を敷設した。1907年には、従業員数がドイツ国内で第7位の3万4千人の規模となっていた。

### 日本における事業展開（戦前）

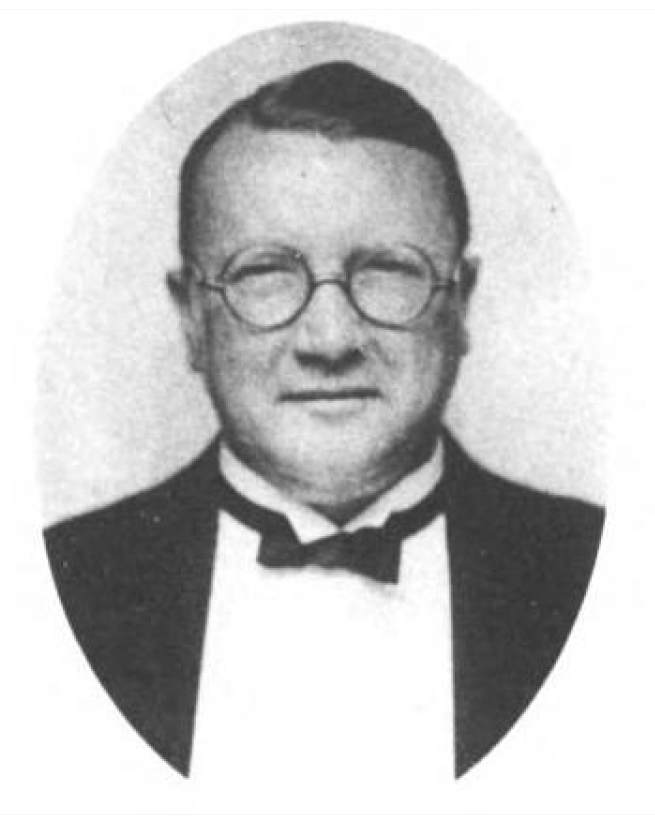
ベルンハルト・モール。シーメンス日本社長、富士電機製造社長。

1861年、ドイツ外交使節が徳川将軍家へシーメンス製電信機を献上し、ここに初めてシーメンス製品が日本に持ち込まれた。
1887年 7月中旬にヘルマン・ケスラーが日本に到着し、8月1日、東京の築地にシーメンス東京事務所が開設され、以降、シーメンス社の製品は広く日本に浸透することになる。19世紀の主な納入実績には、足尾銅山への電力輸送設備設置、九州鉄道へのモールス電信機据付、京都水利事務所など多数の発電機供給、江ノ島電気鉄道株式会社への発電機を含む電車制御機および電車設備一式の供給、小石川の陸軍砲兵工廠への発電機供給、などがある。
1901年にはシーメンス・ウント・ハルスケ日本支社が創立された。
その後も発電・通信設備を中心とした製品供給が続き、八幡製鐵所、小野田セメント、伊勢電気鉄道、古河家日光発電所、曽木電気（のちの日本窒素肥料）などへ発電設備を供給した。また、逓信省へ、電話関係機器の多量かつ連続的な供給を行った。
軍需関係では、陸軍へ口径60センチシーメンス式探照灯、シーメンス・レントゲン装置、各種無線電信機、海軍へ無線装置・信号装置・操舵制御装置等を納入した。1914年には海軍省の注文で千葉県船橋に80 - 100キロワットテレフンケン式無線電信局を建築したが、この無線電信局の納入をめぐるリベートが、「シーメンス事件」として政界を揺るがす事件に発展した。
第一次世界大戦中は日独が交戦状態に入ったため営業を停止したが、1920年頃から営業を再開した。1923年には古河電気工業と合弁して富士電機製造株式会社を設立、1925年には電話部門を富士電機に譲渡した。
その後も、日本全国の都市水道局へのシーメンス量水器の納入、逓信省への東京大阪間電話ケーブルに依る高周波多重式搬送電話装置の供給などが続いた。関東大震災後には、シーメンスの電話交換機が各都市の官庁、ビル・商社に多数設置された。
1929年には、大連逓信局に軽量物搬送装置を供給。以降、1936年に満州国電信電話会社がシーメンス式ベルトコンベアを採用するなど、日本、台湾、満洲の電信局・郵便局のほとんどがこの様式を採用することとなる。
1931年には八幡市水道局にシーメンス製オゾン浄水装置が納入された。1932年には日本活動写真株式会社にトーキー設備40台を納入、以降全国各地の映画館にトーキー映写装置を販売することになる。
1932年、上野帝国図書館は日本最初のシーメンス式自動書類複写機を採用した。1936年には大阪市にも採用された。
満洲事変以降、富士電機は探照燈・特殊電気機器・船舶航空器材など軍需兵器関係の製作に力を入れることになり、シーメンスから専門技師を招致するなどして、シーメンス関連企業が設計製作を行なっていたその種の装置の国産化に努めた。
1938年頃から、シーメンス日本法人の社長ベルンハルト・モールのもとでアルミニウム工場が日本国内、満洲、朝鮮の各地に建設・増設されたが、シーメンス社はその設備・資材供給で多忙を極めることとなった。発電設備関係では、1939年、満洲国各地、鴨緑江水電株式会社などに、相次いで大型発電設備を供給した。
1941年、ドイツとソビエト連邦が交戦状態に入り、シベリア鉄道経由での貨物輸送が不可能になった。続く日米開戦により、東京シーメンスはほとんど全部の製品を国産化することとなった。この時期の納入実績としては、シーメンス水素電解槽の住友電気工業、日本カーバイド工業、鐘淵紡績等への供給、逓信省への大型短波放送設備の納入などがある。戦争が続く中で、資材の獲得が困難となり、戦時中は保守業務が中心となった。

## 日本法人
| 分野       | 社名                                                                      | 本社所在地                                                       |
| ---------- | ------------------------------------------------------------------------- | ---------------------------------------------------------------- |
| 製造       | シーメンスPLMソフトウェア・コンピューテイショナル・ダイナミックス株式会社 | 神奈川県横浜市港北区新横浜2-3-12 新横浜スクエアビル16F           |
| 製造       | メンター・グラフィックス・ジャパン株式会社                                | 東京都品川区北品川4-7-35 御殿山トラストタワー                    |
| 医療       | シーメンスヘルスケア株式会社                                              | 東京都品川区大崎1-11-1 ゲートシティ大崎ウエストタワー            |
| 医療       | シーメンスヘルスケア・ダイアグノスティクス株式会社                        | 東京都品川区大崎1-11-1 ゲートシティ大崎ウエストタワー            |
| 医療       | 株式会社アクロラド                                                        | 沖縄県うるま市州崎13番地23                                       |
| エネルギー | シーメンス・エナジー株式会社                                              | 東京都品川区上大崎3-1-1 目黒セントラルスクエア                   |
| エネルギー | シーメンス・ガメサ・リニューアブル・エナジー・ジャパン株式会社            | 東京都千代田区大手町1-5-1 大手町ファーストスクエアウエストタワー |

### 関連企業
筆頭はドイツ銀行。以下はOEM先など。
- マクラーレン
- 安川電機
- 富士電機　(古河電気工業とシーメンスの合弁として始まる。古河の「ふ」とジーメンスの「じ」に、富士山の「富士」を当てた名前が社名になった)
- 富士通
- 日本電気
- 三菱電機
- 持田製薬
- レアル・マドリード（ユニフォームスポンサー：2006/07年シーズンは「BenQ Siemens」）
- 明基電通
- インフィニオン・テクノロジーズ
  - キマンダ
- エプコス（現・TDKグループ）
- テレフンケン
- SAP (企業)
- シンフォニアエンジニアリング

### 国際決済機関
- クリアストリーム